# Le orme
Ne doit pas être confondu avec Le Orme.
Pour plus de détails, voir Fiche technique et Distribution.
Le orme ou Les Traces au Québec, est un giallo italien réalisé par Luigi Bazzoni, sorti en 1975. Il s'agit d'une adaptation du roman Las Huellas de l'écrivain et scénariste italien Mario Fanelli.

## Synopsis
Alice Campos (Florinda Bolkan) est perturbée par un cauchemar récurrent, celui où un astronaute est abandonné volontairement sur la Lune par un savant fou, le professeur Blackmann (Klaus Kinski). Elle identifie finalement ce songe comme une scène du film Orme sulla Luna qu'elle a vu des années auparavant. Peu après, elle découvre qu'elle a perdu la notion du temps et qu'elle s'est absentée du travail deux jours sans justification et sans s'en souvenir. Elle reçoit alors une mystérieuse carte postale mentionnant une station touristique nommée Garma en Turquie. En s'y rendant, elle rencontre une petite fille (Nicoletta Elmi) qui dit la connaître et lui annonce qu'elle est déjà venue ici il y a quelques jours...

## Fiche technique
- Titre original et français : Le orme[1]
- Titre québécois : Les Traces[2]
- Réalisation : Luigi Bazzoni
- Scénario : Luigi Bazzoni et Mario Fanelli d'après son roman Las Huellas
- Photographie : Vittorio Storaro
- Montage : Roberto Perpignani (it)
- Musique : Nicola Piovani
- Producteur : Marina Cicogna et Luciano Perugia
- Société de production : Cinemarte Srl
- Pays d'origine :  Italie
- Langage : Italien
- Format : Couleur
- Genre : Giallo
- Durée : 96 minutes
- Dates de sortie :
  - Italie : 1er février 1975
  - France : 1er décembre 2022 (sortie DVD)[1]

## Distribution
- Florinda Bolkan : Alice Campos
- Peter McEnery : Henry
- Nicoletta Elmi : Paola Bersel
- Klaus Kinski : professeur Blackmann
- Esmeralda Ruspoli
- Evelyn Stewart : Mary
- Lila Kedrova : Iris Ines
- Caterina Boratto : la propriétaire d'une boutique
- Rosita Toros : Marie Leblanche
- Myriam Acevedo : la directrice
- John Karlsen (it) : Alfredo Laurenti
- Luigi Antonio Guerra (it)
- Feridun Çölgeçen (tr) : le concierge
- Franco Magno

## Autour du film
- Le film a été tourné à Rome ainsi qu'à Phaselis et à Kemer en Turquie.